# Martin Murray
Martin Murray (født 27. september i 1982 St. Helens i Merseyside, England) er en britisk professionel bokser. Han har været WBA interim mellemvægtsmester fra 2012 til 2014, britisk og Commonwealth-mellemvægtsmester mellem 2010 og 2012, og har udfordret fire gange om en verdensmesterskabstitel. Hans mest bemærkelsesværdige sejre er mod Nick Blackwell, Max Bursak, Domenico Spada, Gabriel Rosado og Arman Torosyan. Han har lidt nederlag til Sergio Martínez, Gennady Golovkin, Arthur Abraham og George Groves og boksede uafgjort mod Felix Sturm.